# Kobierno (powiat Krotoszyński)
Kobierno is een plaats in het Poolse district  Krotoszyński, woiwodschap Groot-Polen. De plaats maakt deel uit van de gemeente Krotoszyn en telt 823 inwoners.